# Кућица од кекса са ђумбиром
Кућица од кекса са ђумбиром је нова посластица у облику зграде која је направљена од теста за колаче, исечена и печена у одговарајућим компонентама попут зидова и крова. Уобичајени основни материјал су хрскави кекс са ђумбиром, отуда и назив. Друга врста прављења модела са тестом са ђумбиром користи кувано тесто које се може обликовати попут глине да би се формирале јестиве статуете или други украси. Ове куће, прекривене разним бомбонама и глазуром, популарне су божићне декорације.

## Историја
Записи о колачима од меда и ђумбира могу се пратити до старог Рима. Историчари хране потврђују да је ђумбир зачињавао храну и пиће од давнина. Верује се да су кекси са ђумбиром први пут печени у Европи крајем 11. века, када су крсташи повратници донели обичај зачинског хлеба са Блиског истока. Ђумбир није био само укусан, он је имао својства која су помагала да се хлеб сачува. Према француском предању, овај хлеб је у Европу донео 992. године јерменски монах, касније светац, Григорије Никопољски (Григорије Макар). Живео је седам година у Бондароу, у Француској, у близини града Питивије, где је свештенике и друге хришћане подучавао спремању теста са ђумбиром. Умро је 999. Према легенди, потврђеној у једном грчком документу из 8. века, претпостављеног ирског порекла и преведеном на латински под насловом Collectanea et Flores, поред злата, тамјана и смирне, које су поклонила три „мудраца са истока“, ђумбир је био дар једног мудраца који није био у стању да доврши пут до Витлејема. Док је боравио последњих дана у граду у Сирији, маг је дао свој сандук корена ђумбира рабину који се љубазно бринуо о њему током његове болести. Рабин му је испричао о пророчанствима великог Краља који ће доћи Јеврејима, од којих је једно било да ће се родити у Витлејему, што је на хебрејском значило „Кућа хлеба“. Рабинови млади ученици правили су куће од хлеба да би гајили наду у свог Месију. Маг је предложио додавање млевеног ђумбира у хлеб за укус. Кекс са ђумбиром, какав данас познајемо, потиче из средњовековне европске кулинарске традиције. Кексе су такође обликовали у различите облике монаси у Франконији у Немачкој у 13. веку. Пекари Lebkuchen-а  су забележени већ 1296. у Улму и 1395. у Нирнбергу у Немачкој. Нирнберг је препознат као „светска престоница кекса са ђумбиром“ када је 1600-их цех почео да запошљава мајсторе пекаре и квалификоване раднике да од теста са ђумбиром стварају компликована уметничка дела. Средњовековни пекари користили су резбарене плоче за креирање сложених дизајна. Током 13. века, обичај се проширио по Европи. У Шведску су га у 13. веку однели немачки досељеници; постоје референце из опатије Вадстена о шведским монахињама које су пекле ове кексе да би олакшале пробавне сметње 1444. Традиционални заслађивач је мед, који користи цех у Нирнбергу. Зачини који се користе су ђумбир, цимет, каранфилић, мушкатни орашчић и кардамом. Фигурице од кекса са ђумбиром датирају из 15. века, а фигурално прављење кекса практиковано је у 16. веку. Први документовани пример кекса од ђумбира у облику фигуре је са двора Елизабете I: дала је да се праве фигуре од ових кекса по угледу на неке од њених важних гостију.

## Историја обликовања кекса са ђумбиром
Пекари кекса са ђумбиром били су окупљени у професионалне пекарске цехове. У многим европским земљама, били су посебна компонента пекарског цеха. У 17. веку, само професионалним пекарима кекса са ђумбиром било је дозвољено да пеку кексе; осим на Божић и Ускрс, када је сваком било дозвољено да их испече.
У Европи су се кекси са ђумбиром продавали у специјалним радњама и на сезонским пијацама на којима су се продавали слаткиши и медењаци у облику срца, звезда, војника, беба, јахача, труба, мачева, пиштоља и животиња. Посебно су се недељом продавали кекси испред цркава. За одређене верске догађаје, као што су Божић и Ускрс, куповани су верски рељефи од кекса. Украшени кекси су се поклањали одраслима и деци, или у знак љубави, а куповали су се посебно за свадбе, где су се делили сватовима. Рељеф од кекса свеца заштитника често се поклањао на нечији имендан, дан свеца који је повезан са његовим или њеним именом. Био је обичај да се пеку кексићи и фарбају као украси за прозоре. Најсложенији кекси су такође били украшени  шарама, често користећи боје, а такође су били позлаћени златним листићима. Кекс са ђумбиром се носио и као талисман у борби или као заштита од злих духова.
Кекс са ђумбиром је био значајан облик популарне уметности у Европи; главни центри резбарења калупа за ове кексе су Лион, Нирнберг, Пешта, Праг, Пардубице, Пулсниц, Улм и Торуњ. Калупи за кексе често су приказивали стварна дешавања, приказујући нове владаре и њихове супруге, на пример. Значајне колекције калупа чувају се у Етнографском музеју у Торуњу у Пољској и Музеју хлеба у Улму, у Немачкој. Током зимских месеци конзумирала су се средњовековна пецива са ђумбиром, обично умочена у вино или друга алкохолна пића. У Америци, заједнице немачког говорног подручја у Пенсилванији и Мериленду наставиле су ову традицију до почетка 20. века. Традиција је преживела у колонијалној Северној Америци, где су пецива печена као колачићи од ђумбира и користе се као украси за божићно дрвце.
Традиција прављења украшених кућица од кекса са ђубиром започела је у Немачкој раних 1800-их. Према неким истраживачима, прве кућице од медењака биле су резултат познате Гримове бајке „Ивица и Марица“ у којој је двоје деце напуштене у шуми пронашло јестиву кућицу од теста са шећерним украсима. Након објављивања ове књиге, немачки пекари су почели да пеку украшене бајковите кућице од кекса са ђумбиром. Они су постали популарни током Божића, традиције која је дошла у Америку са немачким имигрантима Пенсилваније. Према другим историчарима хране, браћа Грим су говорила о нечему што је већ постојало.

## Модерна времена
У модерно доба традиција се наставила у појединим местима у Европи. У Немачкој се на божићним пијацама продају украшени кекси са ђумбиром пре Божића. Прављење кућица од ових кекса је божићна традиција у многим породицама. Обично се праве пре Божића од комада печеног теста и састављају са отопљеним шећером. Кровни "црепови" могу се састојати од глазуре или бомбона. Двориште кућице  обично је украшено глазуром која представља снег.
Кућица од кекса од ђумбира не мора бити стварна кућа, иако је најчешћа. То може бити било шта, од замка до мале колибе, или друге врсте зграде, као што је црква, музеј уметности, или спортски стадион, и друге ствари, као што су аутомобили, мушкарци и жене.
У већини случајева, глазура од прах шећера се користи као лепак за причвршћивање главних делова куће, јер се може брзо направити и формира сигурну везу када се постави.
У Шведској се на дан Свете Луције припремају кућице од медењака. Од 1991. године, становници Бергена у Норвешкој су сваке године пре Божића градили град кућица од кекса са ђумбиром. За Pepperkakebyen (на норвешком „село кекса са ђумбиром“), тврди се да је највећи такав град на свету. Свако дете млађе од 12 година може бесплатно да направи сопствену кућу уз помоћ родитеља. Године 2009. лицитарски град је уништен вандалским актом. Група професионалаца за пројектовање, изградњу и продају зграда у Вашингтону, такође сарађује на тематским „Ђумбир-градом“ сваке године.
У Сан Франциску, хотели Фермонт и Сент Францис приказују ривалске куће од кекса са ђумбиром током божићне сезоне.

## Гинисов светски рекорд
Године 2013, група у Брајану, Тексас, САД, оборила је Гинисов светски рекорд постављен претходне године за највећу кућу од кекса са ђумбиром, са    кућом на 234 m², са јестивим зидовима за помоћ болничком трауматолошком центру. Састојци су укључивали 1.327 kg смеђег шећера, 820 kg путера, 7.200 јаја и 3.300 kg брашна.
Извршни шеф кухиње у њујоршком хотелу Мериот Маркиз, Џон Лович, оборио је рекорд за највеће ђумбир село са 135 стамбених и 22 пословне зграде, жичарама и возом такође направљеним од кекса. Изложена је у њујоршкој дворани науке. 

## Галерија
- Кућице од кекса са ђумбиром
- Кућица од кекса са ђумбиром са слаткишима
- Кућица од кекса са ђумбиром
- Кућица од кекса са ђумбиром са дуплим вратима
- Кућица од кекса са ђумбиром са степеницама и дрвећем
- Кућица од кекса са ђумбиром са стазом
- Кућица од кекса са ђумбиром са осветљењем
- Кућица од кекса са ђумбиром са Снешком
- Брод од кекса са ђумбиром
- Кућица од кекса са ђумбиром као украс
- Кућица од кекса са ђумбиром са јелком
- Село кућица од кекса са ђумбиром са возовима
- Кућица од кекса са ђумбиром и Елизабетин торањ у Лондону